# Комлош, Петер
Пе́тер Ко́млош (венг. Komlós Péter, 25 октября 1935; Будапешт, Венгрия — 2 мая 2017) — венгерский скрипач и музыкальный педагог.
Учился в Будапештской музыкальной академии у Лео Вайнера. По окончании академии в 1957 году основал струнный квартет, первоначально называвшийся квартетом Комлоша по имени первой скрипки, а в 1962 году получивший название Квартет имени Бартока. В этом ансамбле, ставшем особенно известным исполнением произведений своего патрона Белы Бартока, Комлош являлся бессменной первой скрипкой. Играл на скрипке 1731 года работы Страдивари.
Петер Комлош — профессор в Будапештской музыкальной академии имени Листа. Среди его учеников — Иштван Кадар, Антал Шалаи и другие заметные венгерские скрипачи. Комлош считался одним из выдающихся мастеров и авторитетов в музыкальной жизни Венгрии.

## Награды
- 1964 — Премия Ференца Листа[венг.][8];
- 1964 —  Первая премия на Международном конкурсе струнных квартетов в Льеже[8]
- 1970 — Премия Кошута[8];
- 1981 — Выдающийся артист Венгрии[венг.][8];
- 1986 — Награда Белы Бартока и Диты Пастори[венг.][8];
- 1997 — Премия Кошута[8]
- 2008 — Средний крест со звездой ордена «За заслуги перед Венгерской Республикой» (гражданская категория)[8];
- 2009 — Prima Primissima Award[венг.][8];
- 2010 — Премия «Венгерская классика» музыкального журнала Gramofon (персональная награда)[8];
- 2012 — Премия Фонда Танчича[8].